# Xax xonx
Xax xonx er det niende studiealbum fra det dansk pop-rockorkester Moonjam. Det blev udgivet i 1997.

## Spor
1. "Shades"
2. "O Vento Se Sente"
3. "On The Second Floor"
4. "Don't Give Up"
5. "Catwalk"
6. "Right Here Waiting"
7. "Que Sera"
8. "Cartoon Club"
9. "Lullaby"
10. "Astral"
11. "	Fuerte"
12. "	Holding On"
13. "	Sweet Water"
14. "	Homeland"
15. "	Beleza"